# Ōmachi
Ōmachi (jap. 大町市, -shi) ist eine Stadt im Nordwesten  der Präfektur Nagano auf der japanischen Hauptinsel Honshū.

## Geschichte
Die Stadt Ōmachi wurde am 1. Juli 1954 aus den ehemaligen Gemeinden Ōmachi, Taira, Tokiwa und Yashiro gegründet.

## Verkehr
- Straße:

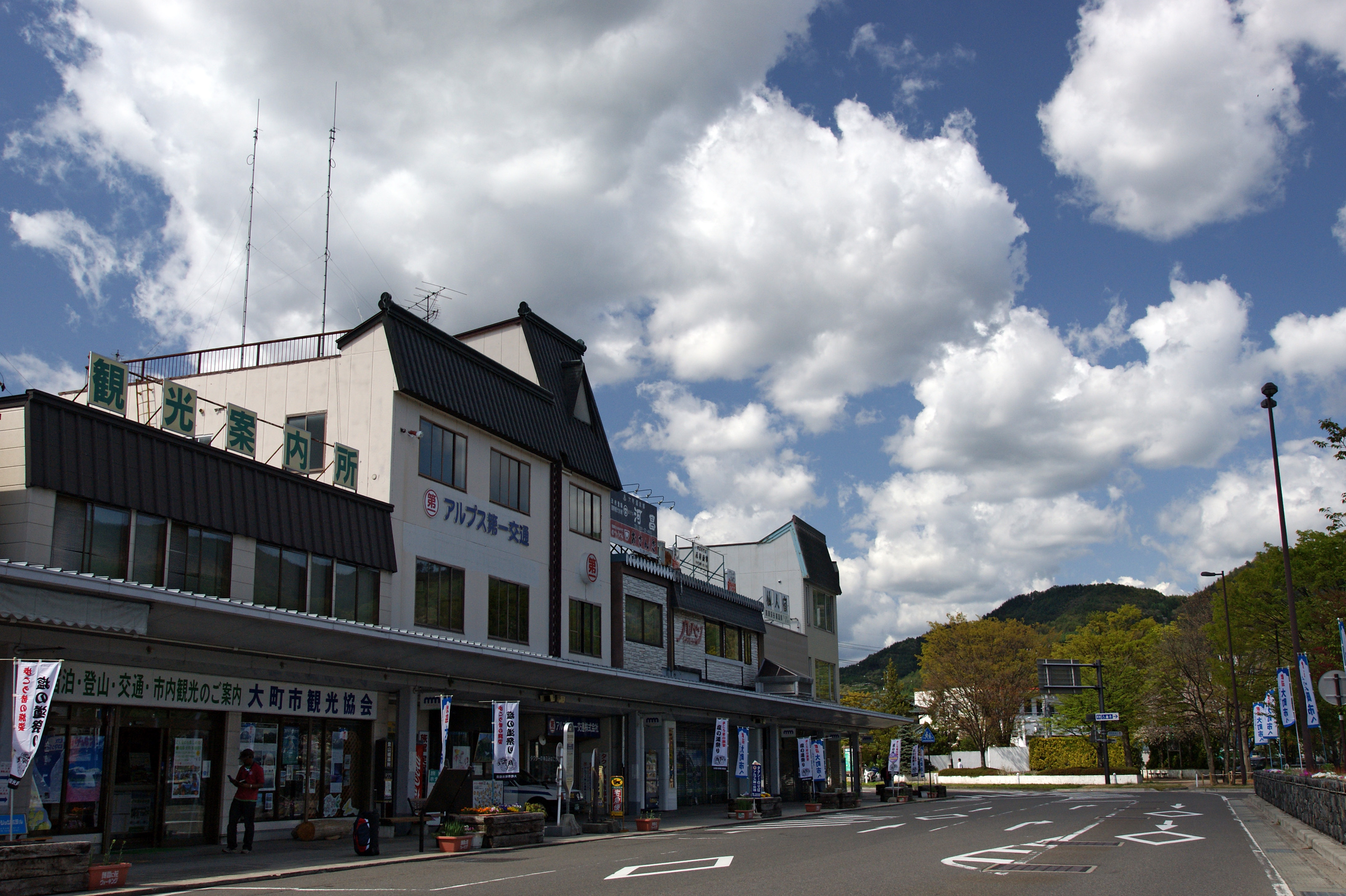
Bahnhof Shinano-Ōmachi

  - Nationalstraße 19: nach Nagano und Nagoya
  - Nationalstraßen 147, 148, 406
- Zug:
  - JR Ōito-Linie: nach Itoigawa

## Städtepartnerschaften
- Innsbruck

## Angrenzende Städte und Gemeinden
- Matsumoto
- Azumino
- Nagano
- Hakuba
- Toyama
- Kurobe
- Takayama

## Persönlichkeiten
- Nozomi Okuhara (* 1995), Badmintonspielerin

## Weblinks

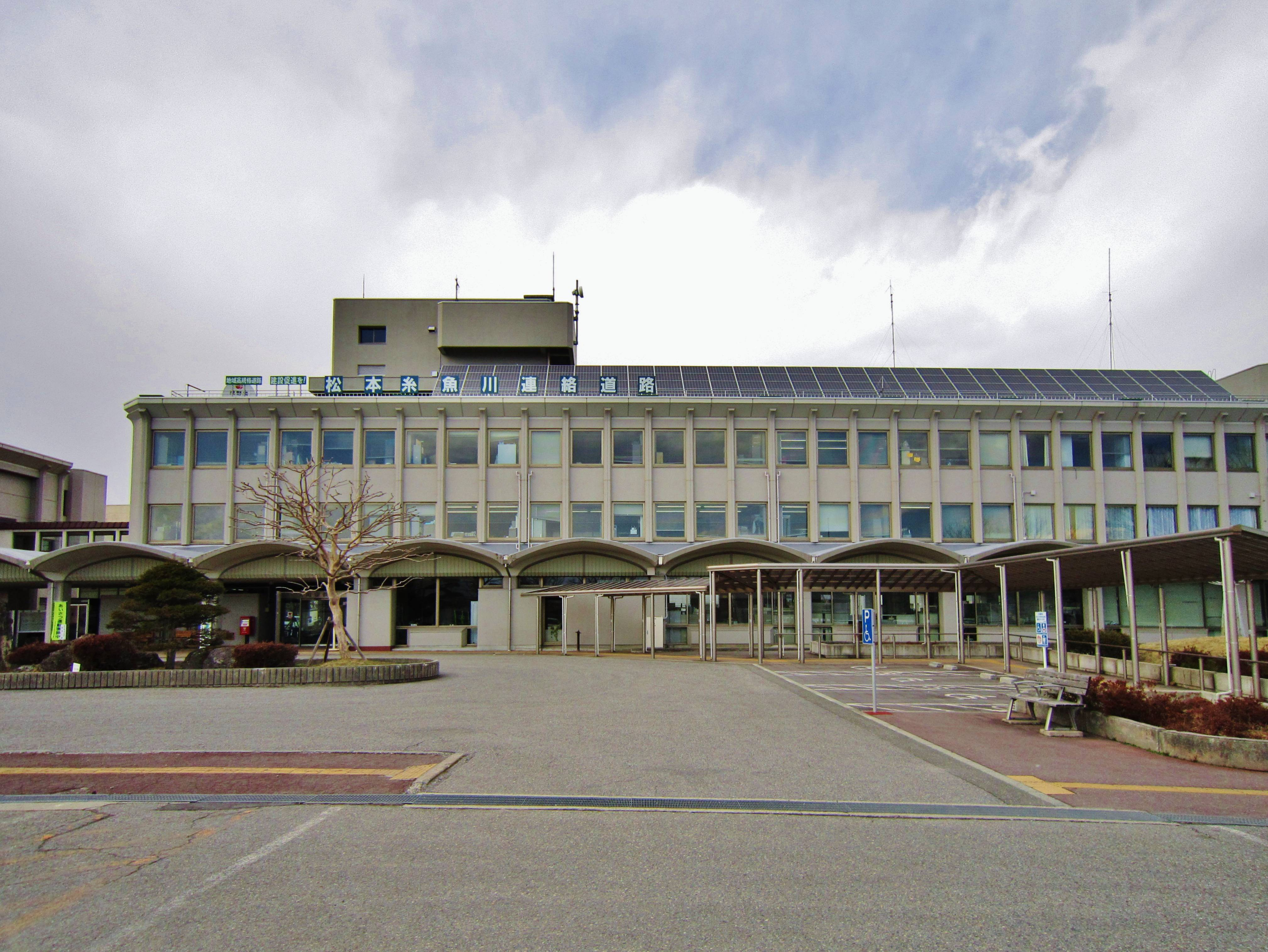
Rathaus